# Spoorlijn Frankfurt - Göttingen
De spoorlijn Frankfurt - Göttingen is een Duitse spoorlijn tussen de steden Frankfurt am Main en Göttingen. De lijn is als spoorlijn 3600 onder beheer van DB Netze. Tevens was het onderdeel van de oude Noord-Zuidlijn en werd tot 1991 door Intercity-treinen gebruikt. Sindsdien bedient de lijn hoofdzakelijk goederenverkeer, daarnaast ook regionale en nachttreinen.

## Geschiedenis

### Frankfurt - Bebra
Het traject tussen Frankfurt en Bebra werd door de Kurhessische Staatsbahn in fases geopend:
- 22 januari 1866: Bad Hersfeld - Bebra
- 12 oktober 1866: Fulda - Bad Hersfeld
- 1 juli 1866: Wächtersbach - Steinau an der Straße
- 1 mei 1867: Hanau - Wächtersbach
- 1 juli 1868: Neuhof - Fulda
- 15 december 1868: Steinau an der Straße - Neuhof
- 15 november 1873: Frankfurt Ost - Hanau
- 1 december 1875: Frankfurt - Frankfurt Ost

### Bebra - Göttingen
Het trajectdeel van Göttingen tot Friedland werd in 1867 als deel van de verbindingslijn naar Arenshausen aan de spoorlijn Halle - Hann. Münden geopend.
Na de annexatie van Hannover en Keurhessen door Pruisen wilde de Preußische Staatseisenbahnen de spoorlijn Hannover - Kassel en de Frankfurt - Bebra verbinden. Samen met de gelijktijdig geplande spoorlijn Flieden - Gemünden zou er een Noord-Zuidas ontstaan. Verder was ook gepland, de militair belangrijke Kanonenbahn aansluiting te geven naar het noorden (Hannover - Göttingen) en naar het zuiden (Bebra - Hanau). Als aansluiting in het noorden was ook Arenshausen en Witzenhausen ter discussie, uiteindelijk werd de spoorlijn Halle - Hann. Münden aangesloten in Friedland en verknoopt in Eichenberg.
In 1875 werd het traject Bebra - Niederhone (hernoemd in Eschwege West) - Eschwege geopend. Een jaar later volgde Niederhone - Eichenberg - Friedland. Om de waterscheidingen tussen de Fulda (rivier) en de Werra bij Cornberg en tussen de Werra en de Leine bij Eichenberg te overwinnen, waren er veel hellingen en vier tunnels nodig waardoor er een bochtig alignement ontstaat.
De directe verbinding Friedland - Arenshausen werd al in 1884 gesloten, omdat er al een verbinding was bij Eichenberg.
Van 1908 tot 1910 werd het emplacement in Göttingen verbouwd, de sporen werden hoger gelegd, een alweer stilgelegd rangeerterrein gebouwd en de spoorlijn Göttingen - Bodenfelde aangesloten. Daarbij kreeg ook de lijn naar Bebra een nieuw tracé in Göttingen, ten westen van de wijk Leineberg. De oude spoorlijn verliep nagenoeg rechtdoor vanuit station Göttingen (afgebogen van de Dransfelder Rampe bij de overweg Groner Landstraße) naar Rosdorf, langs de straat Eisenbahnstraße in de Leineviertel.
Het treinverkeer ontwikkelde zich tot 1945 goed, maar niet uitstekend. In 1939 reden hier vier D-treinparen, de nabijgelegen Main-Weser-Bahn kwam tot twaalf.

#### Whisky-Wodka-Lijn
Vanaf 1866 waren de deelstaatgrenzen in deze regio onbelangrijk. Dat veranderde in 1945 toen Duitsland werd opgedeeld in bezettingszone. Ongeveer oostelijk van het station Eichenberg grensde de Britse, Amerikaanse en Sovjet-bezettingszone elkaar. Ook deze spoorlijn werd gedeeld. Göttingen - Friedland werd Brits, Eichenberg en Oberrieden - Bebra Amerikaans en ongeveer vier kilometer om Werleshausen Sovjets.
Om deze locatie te vereenvoudigen, werd in 1945 in het Wanfried akkoord besloten tot een gebiedsruil:
Aan het einde van de succesvolle overeenkomst die het lot van de zeven betwiste dorpen afsloten, schonken General Sexton en General Askalepov aan elkaar een fles whisky en wodka. Het was deze gebeurtenis van giftuitwisseling van whisky en wodka, welke tot vandaag de nieuw bepaalde grens tussen de bezettingszones de naam "Whisky-Wodka-Lijn" gaf.

„Zum Abschluss der erfolgreichen Abmachung welches das Schicksal der sieben in Frage gestellten Dörfer besiegelte, beschenkten sich General Sexton und General Askalepov, gegenseitig mit einer Flasche Whisky und Wodka. Es war diese Begebenheit des Geschenkaustausches von Whisky und Wodka, welche bis zum heutigen Tage die neu errichtete Grenze zwischen den Besatzungszonen, die Whisky–Wodka–Linie, benannte.“
Door de nieuwe, spottende "Whisky-Wodka-Lijn" genoemde grensverloop lag de spoorlijn volledig in het westgeallieerde gebied en in het latere Bondsrepubliek Duitsland. Van Eichenberg tot Bad Sooden-Allendorf bevond zich echter in het zichtveld van de oostelijke wachttorens. Alle van Eichenberg (Halle-Kasseler Eisenbahn) en Eschwege (Kanonenbahn, meerdere zijlijnen) oostwaarts lopende spoorlijn werden door de grens onderbroken.

#### Tot 1990
Door het "IJzeren Gordijn" waren de oostelijke parallelverbindingen, in het bijzonder Scandinavië - Rostock, Hamburg - Halle en Leipzig - Saalebahn - Nürnberg, niet meer bruikbaar. De oostelijkste Noord-Zuidlijn van de Bondsrepubliek werd de "westelijke randlijn van de DDR". Daarnaast kwam het tot een sterke groei van verkeer op deze lijn, de Noord-Zuidlijn werd een van de belangrijkste lijnen van de Bondsrepubliek. In de zomer 1989 reden er tussen Göttingen en Bebra 37 langeafstandstreinen per dag per richting,
Om het verkeer te beheersen, werd de lijn uitgebreid. Al in de jaren '50 werden extra seinhuizen gebouwd, die bij de stijging van Cornberg en Eichenberg een dubbel enkelspoor bedrijf mogelijk maakte. De ingebruikname van dubbel enkelspoor tussen Bebra en Cornberg was op 17 oktober 1951. Tot 1963 werd de lijn geëlektrificeerd. Om ruimte voor de bovenleiding te maken, werd de Braunhäuser Tunnel aan de bovenzijde opengemaakt. Bij andere tunnels werden de sporen lager gelegd.
Vele kleine stations werden gesloten, daarmee konden de regionale treinen de Intercity's niet hinderen. Dit gold ook voor Obernjesa in 1989. Daarnaast werden, behalve de hoofdlijn Eichenberg - Kassel, alle afbuigende zijlijnen voor het reizigersverkeer gesloten.

#### Vanaf 1990
Al in de jaren '60 werd het duidelijk, dat de gehele Noord-Zuidlijn overbelast is en te langzaam was voor aantrekkelijk langeafstandsverkeer. Bij Eichenberg lag de baanvaksnelheid in de bogen op 90 km/h, bij Bebra maar 70 km/h. Deze leidde tot de planning en bouw van de hogesnelheidslijn Hannover - Würzburg, die in 1991 het snelle langeafstandsverkeer overnam. Op de oude regionale lijn bleven de goederentreinen, de nachttreinen en het regionale verkeer.
In 1990 werd de spoorlijn Halle - Hann. Münden bij Eichenberg heropend, hierbij werd ook het station Eichenberg omgebouwd voor de grenscontrole voor het langeafstandsverkeer. De loop van de geschiedenis (Duitse hereniging) achterhaalde deze maatregel, zo dat er maar vijf weken een grenscontrole was en Eichenberg overgedimensioneerd is voor zijn huidige functie. In 1998 volgde de bouw van een verbindingslijn ten noordoosten van Eichenberg, die een directe verbinding van Göttingen naar Heilbad Heiligenstadt mogelijk maakte. Deze nam daarmee de functie over van de in 1884 gesloten spoorlijn tussen Friedland en Arenshausen.
Naast de Bebenroth-Tunnel werd tussen 2010 en 2013 een 1030 meter lange nieuwe tunnel geboord en de oude tunnel gerenoveerd. Beide buizen kregen na de werkzaamheden één spoor.

## Treindiensten
De spoorlijn is voor doorgaand verkeer, in het bijzonder door goederenverkeer (veel container- en autotransporten) gedomineerd. Daarnaast is het een belangrijke ontsluiting van het Werra-Meißner-Kreis. In het reizigersverkeer verzorgt de Deutsche Bahn het personenvervoer op dit traject met ICE, IC, RE, SE en RB treinen. Cantus verzorgt het personenvervoer met RE en RB treinen. VIAS verzorgt het vervoer met RE treinen.
| Serie    | Treinsoort                         | Route | Bijzonderheden |
| -------- | ---------------------------------- | --- | --- |
| ICE 3    | InterCityExpress (DB Fernverkehr)  | Berlin Hbf – Hannover Hbf – Frankfurt (Main) Hbf – [ Darmstadt Hbf ] / [ Mannheim Hbf – Stuttgart Hbf – Ulm Hbf – Augsburg Hbf – München Hbf ] | |
| ICE 4    | InterCityExpress (DB Fernverkehr)  | Hamburg Hbf – Hannover Hbf – Frankfurt (Main) Hbf – Darmstadt Hbf | |
| ICE 11   | InterCityExpress (DB Fernverkehr)  | [ Berlin Ostbahnhof – Berlin Hbf – Berlin-Spandau – Braunschweig Hbf – Hildesheim Hbf – Göttingen – Kassel-Wilhelmshöhe – Fulda – Hanau Hbf – Frankfurt (Main) Hbf ] / [ Wiesbaden Hbf – Mainz Hbf – Worms Hbf ] – Mannheim Hbf – Stuttgart Hbf – Ulm Hbf – Augsburg Hbf – München-Pasing – München Hbf | Één trein van Wiesbaden naar München. |
| ICE 12   | InterCityExpress (DB Fernverkehr)  | Berlin Ostbahnhof – Berlin Hbf – Berlin-Spandau – Wolfsburg Hbf – Braunschweig Hbf – Hildesheim Hbf – Göttingen – Kassel-Wilhelmshöhe – Fulda – Hanau Hbf – Frankfurt (Main) Hbf – Mannheim Hbf – Karlsruhe Hbf – Offenburg – Freiburg (Breisgau) Hbf – Basel Bad Bf – Basel SBB – Liestal – Olten – Bern – Thun – Spiez – Interlaken West – Interlaken Ost | |
| ICE 20   | InterCityExpress (DB Fernverkehr)  | [ Kiel Hbf – Neumünster ] / [ Hamburg-Altona ] – Hamburg Dammtor – Hamburg Hbf – Lüneburg – Uelzen – Hannover Hbf – Göttingen – Kassel-Wilhelmshöhe – Fulda – Hanau Hbf – Frankfurt (Main) Hbf – [ Frankfurt (Main) Flughafen Fernbahnhof – Mainz Hbf – Wiesbaden Hbf ] / [ Mannheim Hbf – Karlsruhe Hbf – Baden-Baden – Freiburg (Breisgau) Hbf – Basel Bad Bf – Basel SBB – Zürich Hbf ] | Rijdt elke twee uur. |
| ICE 22   | InterCityExpress (DB Fernverkehr)  | [ [ Kiel Hbf – Neumünster ] / [ Hamburg-Altona ] – Hamburg Dammtor – Hamburg Hbf ] / [ Oldenburg (Oldb) Hbf – Bremen Hbf ] – Hannover Hbf – Kassel-Wilhelmshöhe – Frankfurt (Main) Hbf – Frankfurt (Main) Flughafen Fernbahnhof – Mannheim Hbf – Stuttgart Hbf | Rijdt elke twee uur. Één trein per dag van/naar Oldenburg. |
| ICE 31   | InterCityExpress (DB Fernverkehr)  | Hamburg-Altona – Hamburg Dammtor – Hamburg Hbf – Hamburg-Harburg – Bremen Hbf – Osnabrück Hbf – Münster Hbf – Dortmund Hbf – Hagen Hbf – Wuppertal Hbf – Solingen Hbf – Köln Hbf – Bonn Hbf – Koblenz Hbf – Bingen (Rhein) Hbf – Mainz Hbf – Frankfurt (Main) Flughafen Fernbahnhof – Frankfurt (Main) Hbf – Hanau Hbf – Würzburg Hbf – Nürnberg Hbf – Ingolstadt Hbf – München Hbf | Elk uur tussen Hamburg en Frankfurt. Éénmaal per twee uur tussen Frankfurt en Nürnberg. Enkele treinen door tot München.                                        |
| ICE 41   | InterCityExpress (DB Fernverkehr)  | [ Dortmund Hbf – Bochum Hbf – Essen Hbf – Duisburg Hbf – Düsseldorf Hbf – Köln Messe/Deutz – Siegburg/Bonn – Montabaur – Limburg Süd – Frankfurt (Main) Flughafen Fernbahnhof – Frankfurt (Main) Hbf – Aschaffenburg Hbf ] / [ Darmstadt Hbf – Frankfurt (Main) Hbf – Frankfurt (Main) Flughafen Fernbahnhof – Limburg Süd – Montabaur – Siegburg/Bonn – Köln Messe/Deutz – Düsseldorf Hbf – Duisburg Hbf – Essen Hbf – Bochum Hbf – Dortmund Hbf – Hamm (Westf) – Soest – Lippstadt – Paderborn Hbf – Altenbeken – Warburg (Westf) – Kassel-Wilhelmshöhe – Fulda ] – Würzburg Hbf – Nürnberg Hbf – München Hbf – Tutzing – Murnau – Oberau – Garmisch-Partenkirchen                                            | Elk uur tussen Dortmund en München. Éénmaal per dag vanaf Darmstadt via Dortmund en Kassel naar München. Één trein op zaterdag door tot Garmisch-Partenkirchen. |
| ICE 50   | InterCityExpress (DB Fernverkehr)  | Dresden Hbf – Dresden-Neustadt – Riesa – Leipzig Hbf – Erfurt Hbf – Gotha – Eisenach – Bad Hersfeld – Fulda – [ Hanau Hbf – Frankfurt (Main) Süd – Frankfurt (Main) Flughafen Fernbahnhof ] / [ Frankfurt (Main) Hbf – [ Frankfurt (Main) Flughafen Fernbahnhof – Mainz Hbf – Wiesbaden Hbf ] / [ Darmstadt Hbf – Mannheim Hbf – Neustadt (Weinstr) Hbf – Kaiserslautern Hbf – Homburg (Saar) Hbf – Saarbrücken Hbf ] ] ] | |
| ICE 91   | InterCityExpress (DB Fernverkehr)  | [ Hamburg-Altona – Hamburg Dammtor – Hamburg Hbf – Hamburg-Harburg – Hannover Hbf – Kassel-Wilhelmshöhe – Fulda ] / [ [ Hamburg Hbf – Hamburg-Harburg – Bremen Hbf – Osnabrück Hbf – Münster (Westf) Hbf – Dortmund Hbf – Hagen Hbf – Wuppertal Hbf – Solingen Hbf ] / [ Dortmund Hbf – Bochum Hbf – Essen Hbf – Duisburg Hbf – Düsseldorf Hbf ] – Köln Hbf – Bonn Hbf – Koblenz Hbf – Mainz Hbf – Frankfurt (Main) Flughafen Fernbahnhof – Frankfurt (Main) Hbf – Hanau Hbf ] – Würzburg Hbf – Nürnberg Hbf – Regensburg Hbf – Plattling – Passau Hbf – Wels Hbf – Linz Hbf – St. Pölten Hbf – Wien Meidling – Wien Hbf – Flughafen Wien-Schwechat                                                             | Rijdt elke twee uur tussen Frankfurt en Wenen. Enkele treinen vanaf Hamburg via Dortmund. Één trein vanaf Hamburg via Hannover.                                 |
| ICE 15   | InterCityExpress (DB Fernverkehr)  | Ostseebad Binz – Stralsund Hbf – Greifswald – Züssow – Anklam – Pasewalk – Prenzlau – Angermünde – Eberswalde – Berlin Gesundbrunnen – Berlin Hbf – Berlin Südkreuz – Halle (Saale) Hbf – Frankfurt Hbf | Vier keer per dag tussen Berlijn en Frankfurt. Enkele treinen vanaf Stralsund en Binz.                                                                          |
| IC 16    | Intercity (DB Fernverkehr)         | Berlin Südkreuz – Berlin Hbf – Hannover Hbf – Göttingen – Fulda – Hanau Hbf – Frankfurt (Main) Hbf – Darmstadt Hbf – Heidelberg Hbf – Stuttgart Hbf | |
| IC 31    | Intercity (DB Fernverkehr)         | [ [ Kiel Hbf – Neumünster ] / [ Hamburg-Altona ] – Hamburg Dammtor ] / [ Fehmarn-Burg – Oldenburg (Holst) – Lübeck Hbf ] – Hamburg Hbf – Hamburg-Harburg – Bremen Hbf – Osnabrück Hbf – Münster Hbf – Dortmund Hbf – Hagen Hbf – Wuppertal Hbf – Solingen Hbf – Köln Hbf – Bonn Hbf – Remagen – Andernach – Koblenz Hbf – Boppard Hbf – Bingen (Rhein) Hbf – Mainz Hbf – Frankfurt (Main) Flughafen Fernbahnhof – Frankfurt (Main) Hbf – Hanau Hbf – Würzburg Hbf – Nürnberg Hbf – Regensburg Hbf – Plattling – Passau Hbf | Twee treinen per dag per richting. 's Zomers één trein vanaf Fehmarn.                                                                                           |
| IC 50    | Intercity (DB Fernverkehr)         | [ Ostseebad Binz – Stralsund Hbf – Greifswald – Züssow – Pasewalk – Angermünde – Berlin Gesundbrunnen – Berlin Hbf – Berlin Südkreuz – Lutherstadt Wittenberg – Halle (Saale) Hbf – ] / [ Leipzig Hbf ] – Erfurt Hbf – Eisenach – [ Bebra – Kassel-Wilhelmshöhe – Warburg (Westf) – Altenbeken – Paderborn Hbf – Lippstadt – Soest – Hamm (Westf) – Dortmund Hbf – Bochum Hbf – Essen Hbf – Duisburg Hbf – Düsseldorf Flughafen – Düsseldorf Hbf ] / [ Fulda – Frankfurt (Main) Hbf – [ Darmstadt Hbf – Mannheim Hbf – Ludwigshafen (Rhein) Hbf – Neustadt (Weinstr) Hbf – Kaiserslautern Hbf – Homburg (Saar) Hbf – Saarbrücken Hbf ] / [ Frankfurt (Main) Flughafen Fernbahnhof – Mainz Hbf – Wiesbaden Hbf ] | Tweemaal per dag tussen Frankfurt en Saarbrücken. Eenmaal per dag van Stralsund naar Frankfurt.                                                                 |
| NJ 40420 | ÖBB Nightjet (ÖBB)                 | Amsterdam Centraal – Utrecht Centraal – Arnhem Centraal – Düsseldorf Hbf – Köln Messe/Deutz – Würzburg Hbf – Nürnberg Hbf – Regensburg Hbf – Wels Hbf – Linz Hbf – Sankt Pölten Hbf – Wien Meidling – Wien Hbf | Rijdt tussen Amsterdam en Nürnberg gekoppeld met NightJet 400.                                                                                                  |
| R 5      | Regionalbahn (cantus)              | Kassel Hbf – Kassel-Wilhelmshöhe – Bebra – Bad Hersfeld – Fulda | |
| R 7      | Regionalbahn (cantus)              | Göttingen – Eichenberg – Eschwege – Bebra – Bad Hersfeld – Fulda | Enkele treinen van/naar Fulda |
| R 8      | Regionalbahn (cantus)              | Göttingen – Eichenberg – Hann. Münden – Kassel Hbf | |
| RE 1     | Regional-Express (DB Regio Südost) | Göttingen – Leidefelde – Bad Langensalza – Gotha – Neudietendorf – Erfurt Hbf – Weimar – Jena-Göschwitz – Gera Hbf – Gößnitz – Glauchau (Sachs) | Eenmaal per twee uur |
| RE 50    | Regional-Express (DB Regio Mitte)  | Frankfurt (Main) Hbf – Offenbach (Main) Hbf – Hanau Hbf – Wächtersbach – Schlüchtern – Fulda | |
| RE 85    | Regional-Express (VIAS)            | Frankfurt (Main) Hbf – Offenbach (Main) Hbf – Hanau Hbf – Babenhausen (Hess) – Groß-Umstadt Wiebelsbach – Erbach (Odenw) | |
| RB 5     | Regionalbahn (Cantus)              | Fulda – Hünfeld – Burghaun – Bad Hersfeld – Bebra – Melsungen – Kassel Hbf | |
| RB 51    | Regionalbahn (DB Regio Mitte)      | Frankfurt (Main) Hbf – Offenbach (Main) Hbf – Hanau Hbf – Langenselbold – Gelnhausen – Wächtersbach | |
| RB 58    | Regionalbahn (DB)                  | Frankfurt (Main) Hbf – Frankfurt (Main) Süd – Frankfurt (Main) Ost – Hanau Hbf – Großkrotzenburg – Kahl (Main) – Aschaffenburg Hbf | |

Het Noordhessissche Verkeersverbond heeft bij de nieuwe dienstregeling op 13 december 2009 de spoorlijn tussen Eschwege West en Eschwege Stadt als eigen spoorlijn (dus niet in beheer bij DB Netze) weer in gebruik genomen en gemoderniseerd. Daarbij werd noordelijk en zuidelijk van station Eschwege West een verbindingsboog aangelegd naar het tracé van de voormalige Kanonenbahn. Daardoor werd station Eschwege West gepasseerd en niet meer aangedaan door treinverkeer waardoor het nu gesloten is. De halte Eschwege-Niederhone werd nieuw gebouwd. Het stadsstation Eschwege kreeg een nieuw stationsgebouw, een twee verdieping tellende parkeergarage evenals een nieuwe busstation.

## Aansluitingen
In de volgende plaatsen is of was er een aansluiting op de volgende spoorlijnen:

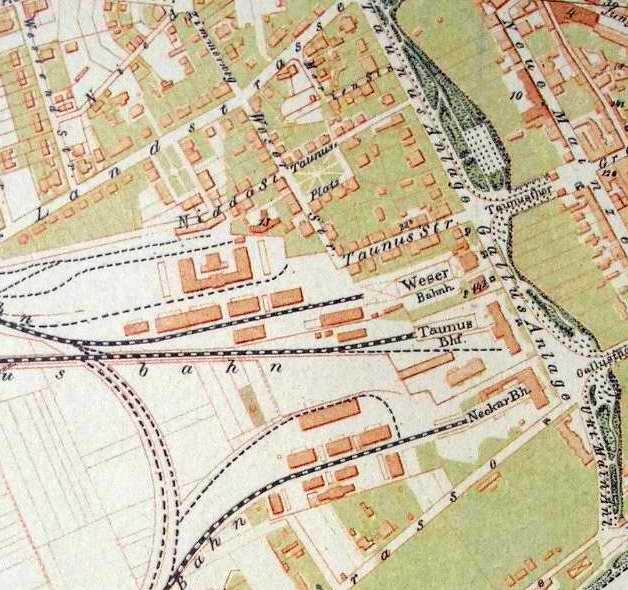
Stations in Frankfurt rond 1860

Frankfurt (Main) Hauptbahnhof
DB 3520, spoorlijn tussen Mainz en Frankfurt
DB 3601, spoorlijn tussen Frankfurt en Heidelberg
DB 3602, spoorlijn tussen Frankfurt Hauptbahnhof en Frankfurt-Griesheim
DB 3603, spoorlijn tussen Frankfurt en Wiesbaden
DB 3610, spoorlijn tussen Frankfurt en Eschhofen
DB 3613, spoorlijn tussen Frankfurt Hauptbahnhof en Frankfurt-Rödelheim
DB 3625, spoorlijn tussen Frankfurt-Griesheim en Frankfurt Hauptbahnhof
DB 3900, spoorlijn tussen Kassel en Frankfurt
aansluiting Main-Neckarbrücke
DB 3601, spoorlijn tussen Frankfurt en Heidelberg
DB 3636, spoorlijn tussen Frankfurt Hauptgüterbahnhof en de aansluiting Main-Neckarbrücke
Frankfurt (Main) Süd
DB 3604, spoorlijn tussen Frankfurt Süd en Frankfurt-Louisa
DB 3606, spoorlijn tussen Frankfurt Süd W 204 en Frankfurt Süd
DB 3650, spoorlijn tussen Frankfurt Stadion en Frankfurt Süd
DB 3660, spoorlijn tussen Frankfurt Süd en Aschaffenburg
DB 3681, spoorlijn tussen Frankfurt Hauptbahnhof en Frankfurt Süd
DB 3682, spoorlijn tussen Frankfurt Hauptbahnhof en Frankfurt Süd
Offenbach (Main) Hauptbahnhof
DB 3661, spoorlijn tussen Offenbach en Reinheim
DB 3663, spoorlijn tussen Offenbach Hauptbahnhof en Offenbach Ost
Offenbach (Main) Ost
DB 3663, spoorlijn tussen Offenbach Hauptbahnhof en Offenbach Ost
DB 3664, spoorlijn tussen Offenbach Ost W83 en W288
DB 3665, spoorlijn tussen Offenbach Ost en Offenbach Hafen
DB 3666, spoorlijn tussen Offenbach Ost en Offenbach
Hanau
DB 3660, spoorlijn tussen Frankfurt Süd en Aschaffenburg
DB 3670, spoorlijn tussen Hanau Hauptbahnhof W516 en W150
DB 3671, spoorlijn tussen de aansluiting Hanau West en Hanau Hauptbahnhof
DB 3674, spoorlijn tussen de aansluiting Hanau West en Hanau Hauptbahnhof
DB 3742, spoorlijn tussen Friedberg en Hanau
DB 4113, spoorlijn tussen Eberbach en Hanau
Wolfgang (Kr Hanau)
DB 3673, spoorlijn tussen de aansluiting Rauschwald en Wolfgang
DB 3677, spoorlijn tussen Wolfgang en Gelnhausen
Langenselbold
DB 3677, spoorlijn tussen Wolfgang en Gelnhausen
lijn tussen Gelnhausen en Langenselbold
Hailer-Meerholz
DB 3677, spoorlijn tussen Wolfgang en Gelnhausen
Gelnhausen
DB 3701, spoorlijn tussen Gießen en Gelnhausen
Wächtersbach
lijn tussen Wächtersbach en Bad Orb
lijn tussen Wächtersbach en Hartmannshain
Schlüchtern-Flieden
DB 3826, spoorlijn tussen Schlüchtern en Elm
Flieden
DB 3825, spoorlijn tussen Flieden en Gemünden
Fulda
DB 1733, spoorlijn tussen Hannover en Würzburg
DB 3700, spoorlijn tussen Gießen en Fulda
DB 3822, spoorlijn tussen Bronnzell en Fulda
DB 3823, spoorlijn tussen Bronnzell en Fulda
DB 3824, spoorlijn tussen Fulda en Gersfeld
Götzenhof
DB 3820, spoorlijn tussen Götzenhof en Wüstensachsen
Hünfeld
DB 3813, spoorlijn tussen Hünfeld en Treischfeld
Bad Hersfeld
DB 3810, spoorlijn tussen Bad Hersfeld en Treysa
DB 9380, spoorlijn tussen Bad Hersfeld en Heimboldshausen
Bebra
DB 3801, spoorlijn tussen de aansluiting Faßdorf en Blankenheim Betriebsbahnhof
DB 3802, spoorlijn tussen de aansluiting Lämmerberg en Bebra Rangierbahnhof
DB 3803, spoorlijn tussen de aansluiting Weiterode en Bebra Rangierbahnhof
DB 3804, spoorlijn tussen Bebra Rangierbahnhof en Blankenheim Betriebsbahnhof
DB 3805, spoorlijn tussen de aansluiting Lämmerberg en Bebra W469
DB 3807, spoorlijn tussen Blankenheim Betriebsbahnhof en Bebra Rangierbahnhof
DB 3808, spoorlijn tussen de aansluiting Weiterode en Bebra Rangierbahnhof
DB 3809, spoorlijn tussen Bebra Rangierbahnhof W106 en W6
DB 6340, spoorlijn tussen Halle en Guntershausen
Sontra
DB 3827, spoorlijn tussen Sontra en Sontra-Brodberg
Eschwege
DB 6710, spoorlijn tussen Silberhausen en Treysa
aansluiting Eschwege-Wehre
DB 3936, spoorlijn tussen de aansluiting Niederhone en de aansluiting Eschwege-Wehre
Eichenberg
DB 3922, spoorlijn tussen Großalmerode Ost en Eichenberg
DB 6343, spoorlijn tussen Halle en Hann. Münden
aansluiting Eichenberg Nordkopf
DB 1804, spoorlijn tussen aansluiting Eichenberg Ostkopf en de aansluiting Eichenberg Nordkopf
Friedland (Han)
lijn tussen Arenshausen en Friedland
Göttingen
DB 1732, spoorlijn tussen Hannover en Kassel
DB 1733, spoorlijn tussen Hannover en Würzburg
DB 1800, spoorlijn tussen Göttingen en de aansluiting Grone
DB 1801, spoorlijn tussen Göttingen en Bodenfelde
DB 1803, spoorlijn tussen Göttingen en de aansluiting Siekweg

## Elektrificatie
Het traject werd in 1963 geëlektrificeerd met een wisselspanning van 15.000 volt 16⅔ Hz.

## Fotogalerij

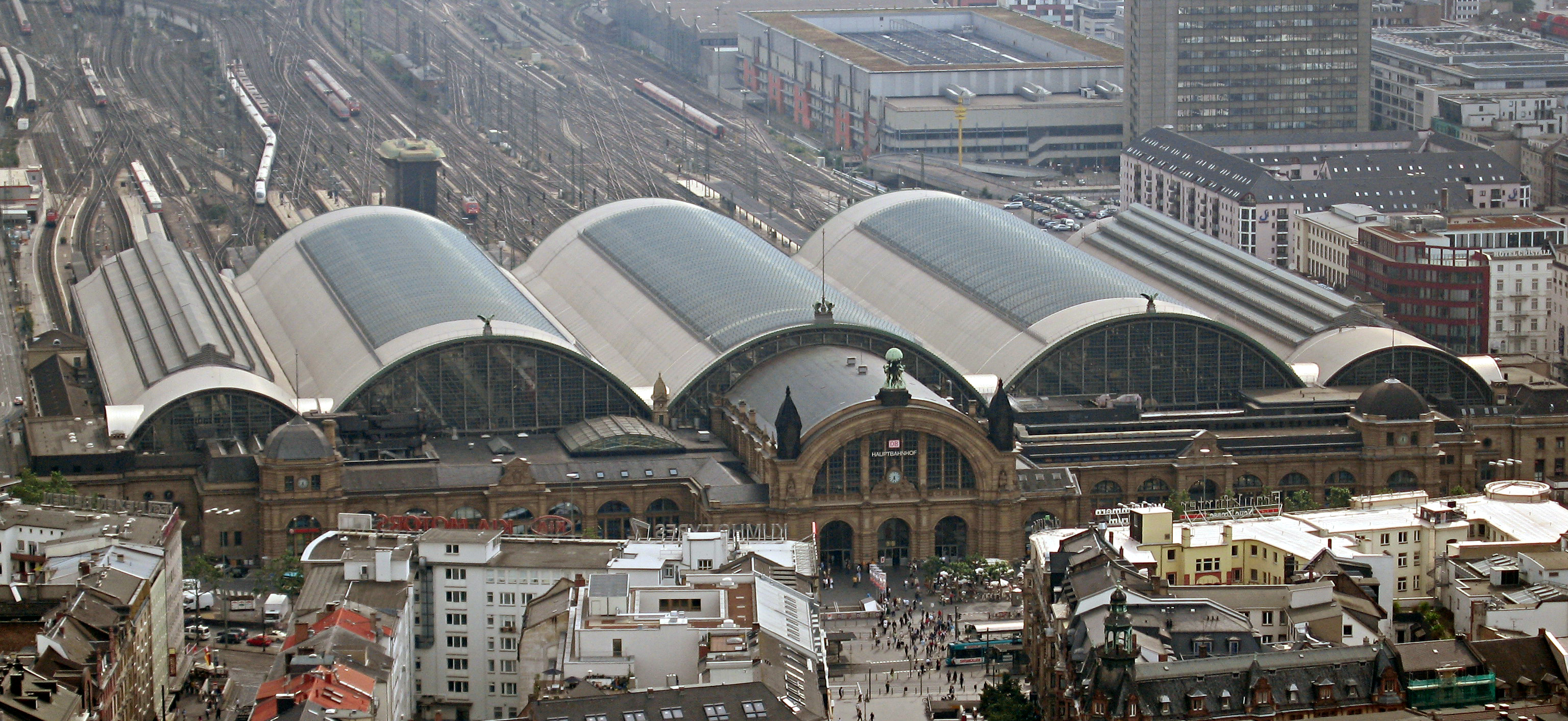
Frankfurt am Main Hbf
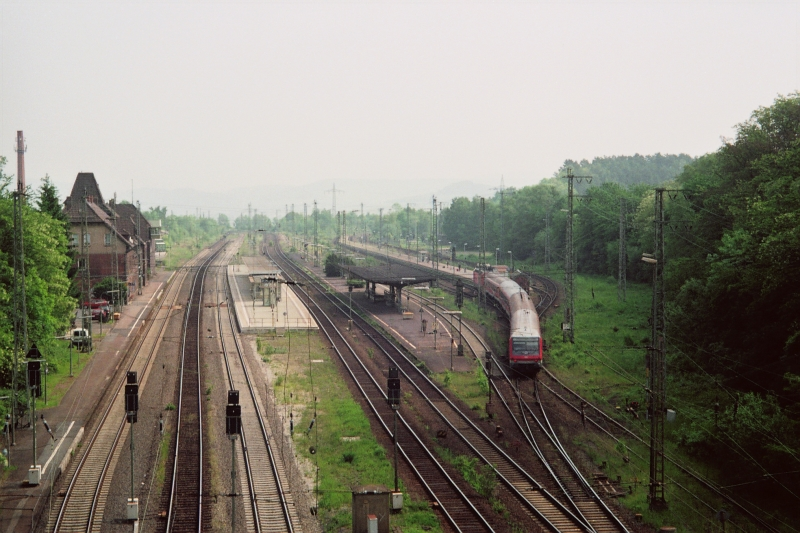
Station Eichenberg
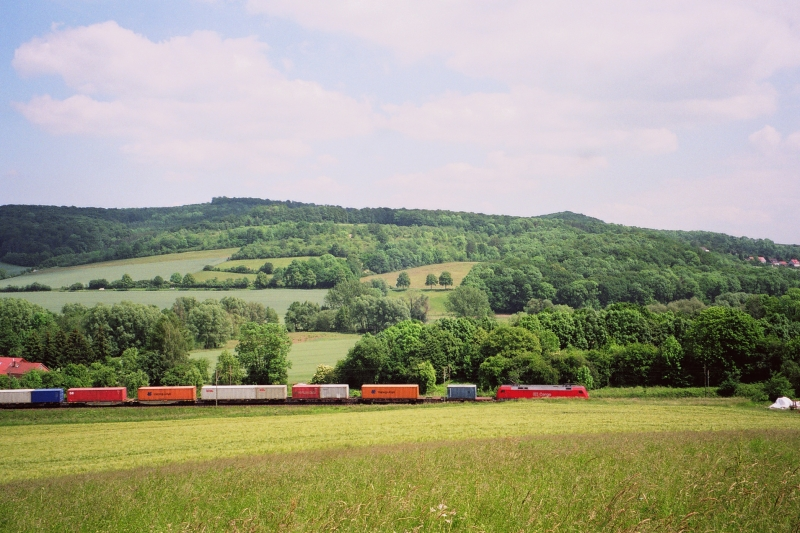
Een goederentrein naar het zuiden verlaat Friedland. In het midden van de afbeelding beginnende bomenrij staat op de oude spoordijk naar Arenshausen
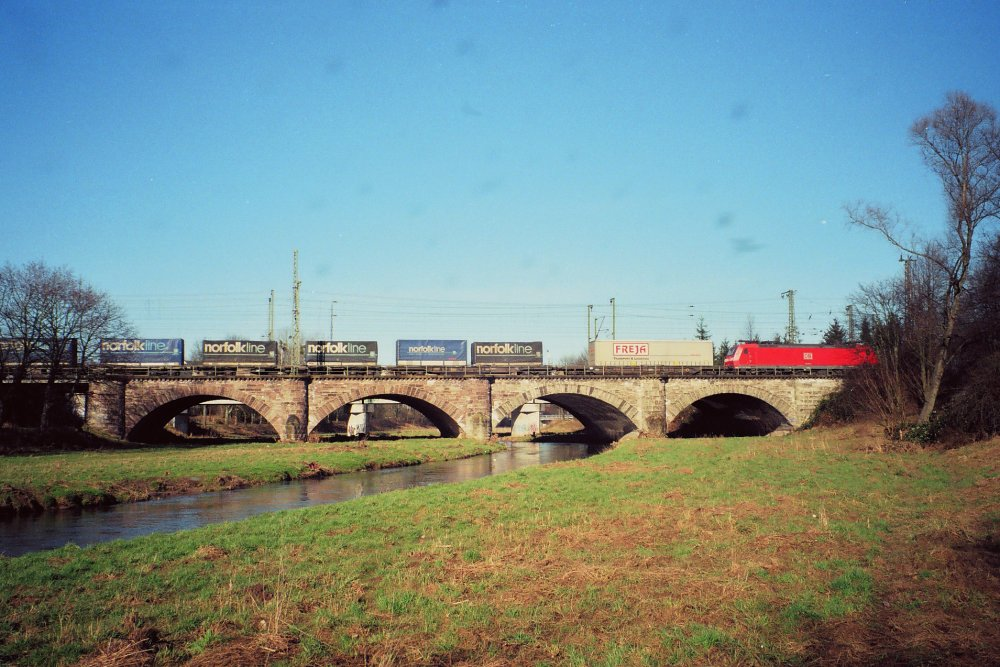
De vanaf 1910 gebruikte Leineburg in Göttingen, achter deze brug staan de palen van de HSL-brug. Het oorspronkelijke tracé naar Bebra kruist de rivier een paar honderd meter achter de fotograaf
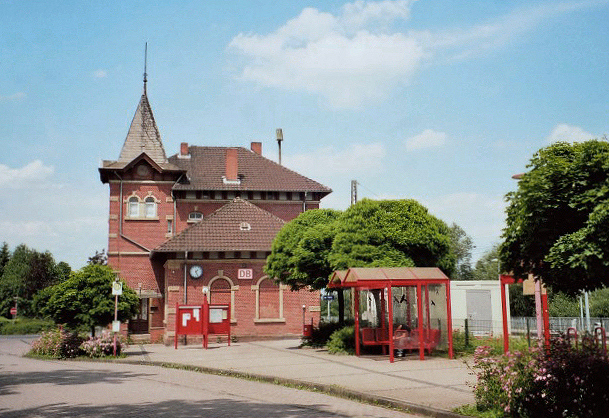
Station Friedland (Han)
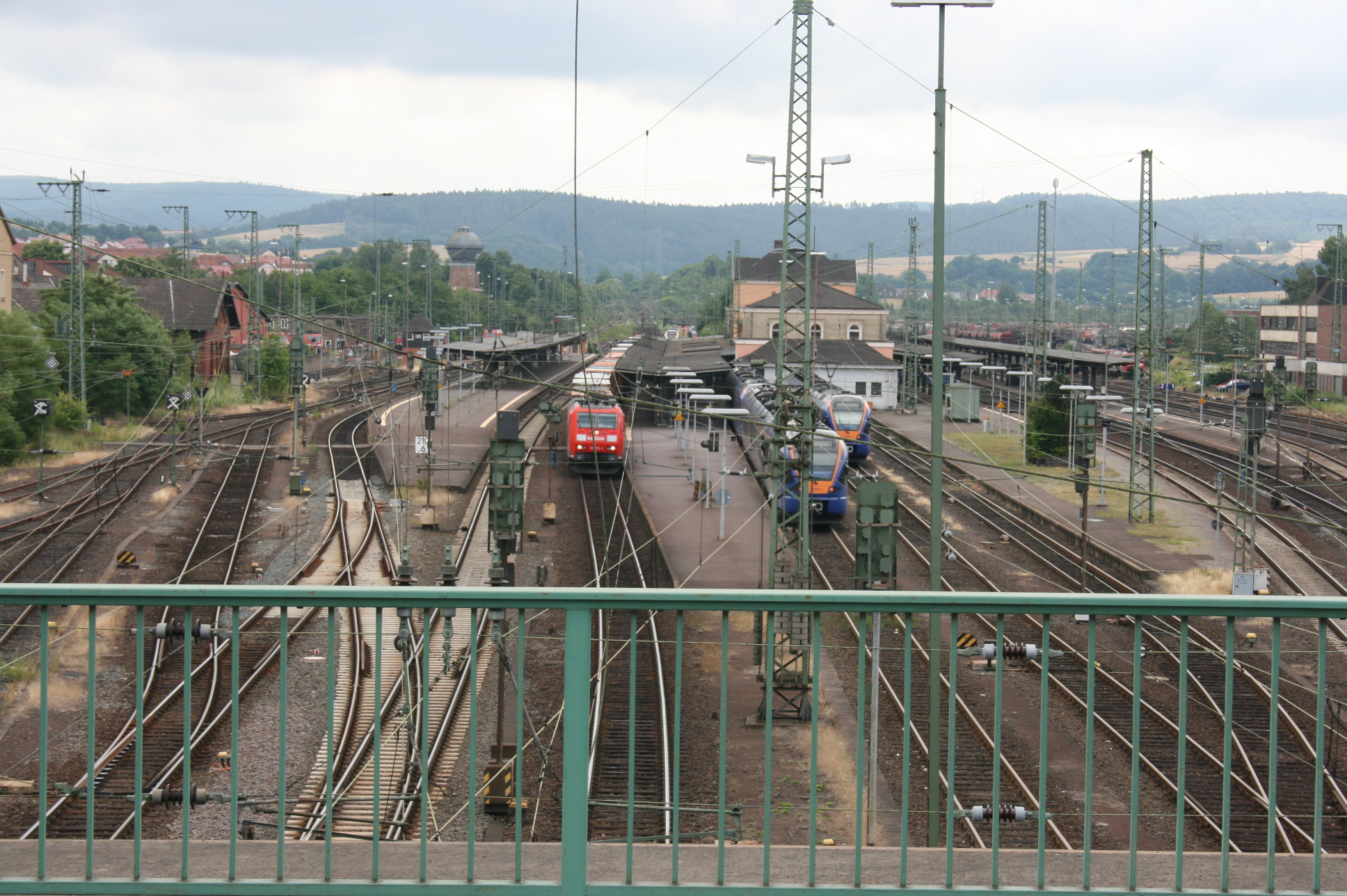
Station Bebra
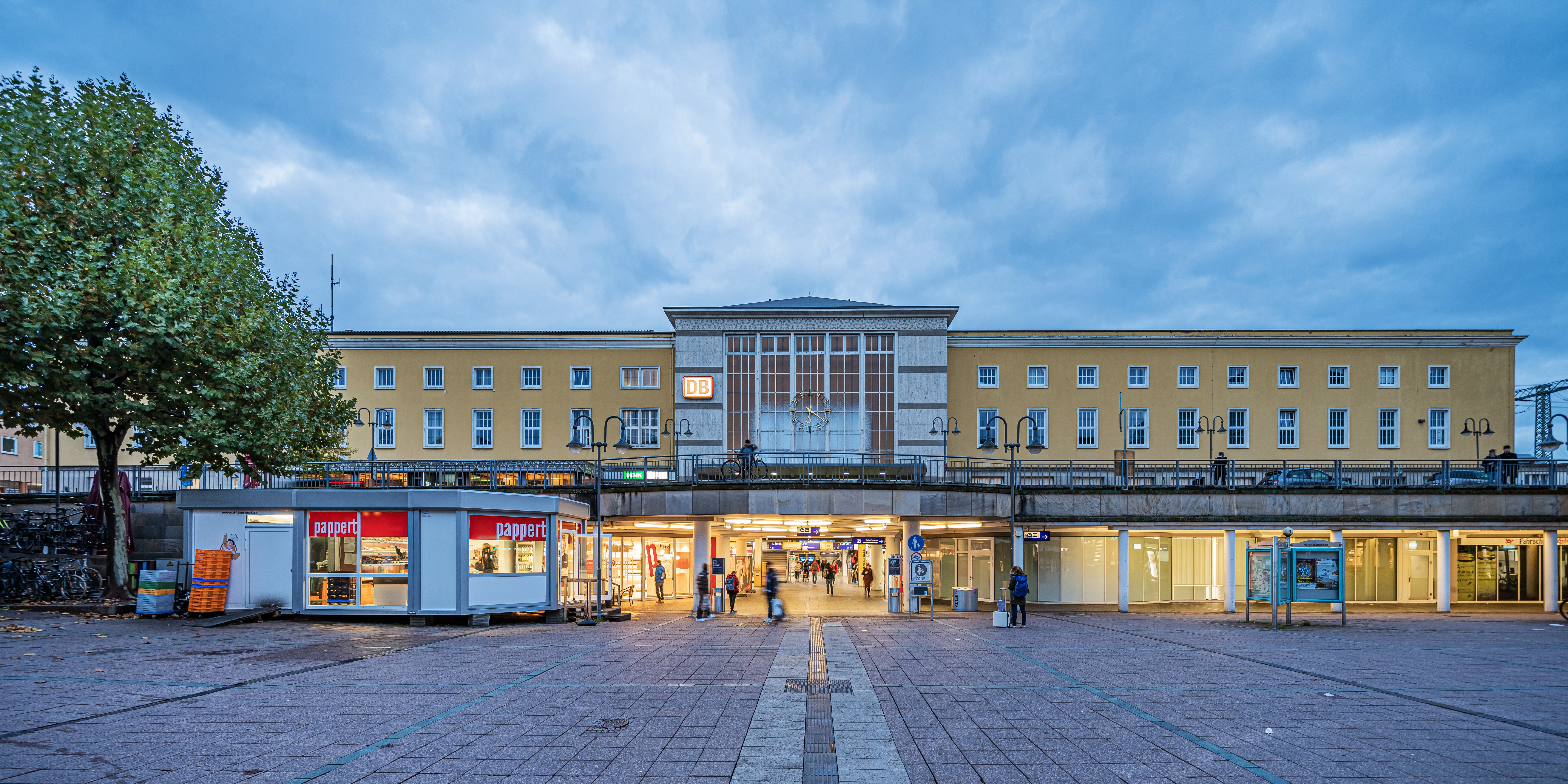
Station Fulda
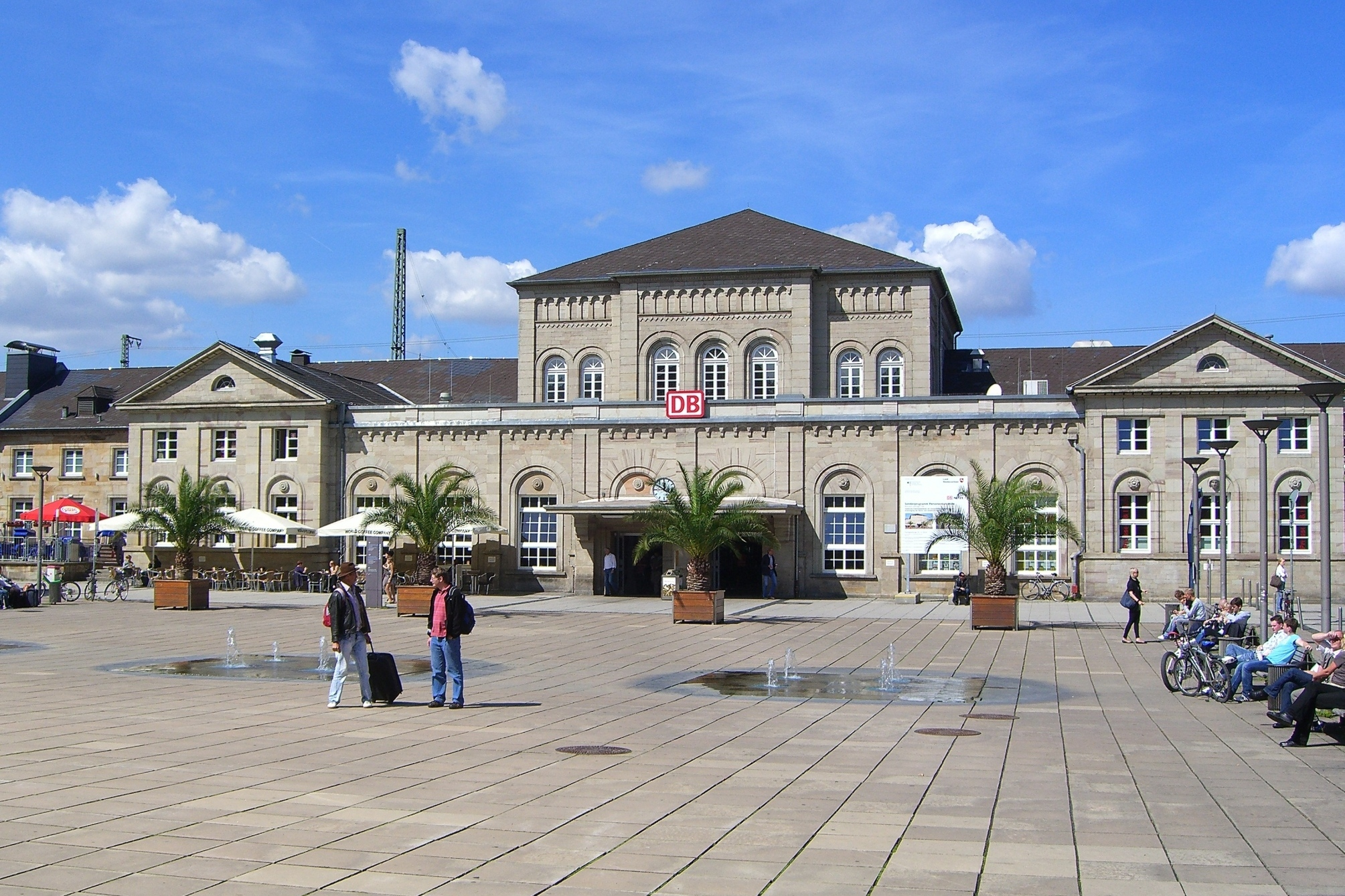
Station Göttingen